# Proedromys liangshanensis
Proedromys liangshanensis és una espècie de mamífer rosegador de la família dels cricètids. És endèmic del sud-oest de Sichuan (Xina). El seu hàbitat natural són els boscos dominats per avets i pícees amb un sotabosc de bambú, així com els boscos humits de pícees amb molt bambú i molta molsa. Es desconeix si hi ha cap amenaça per a la supervivència d'aquesta espècie.